# Sainte-Maxime

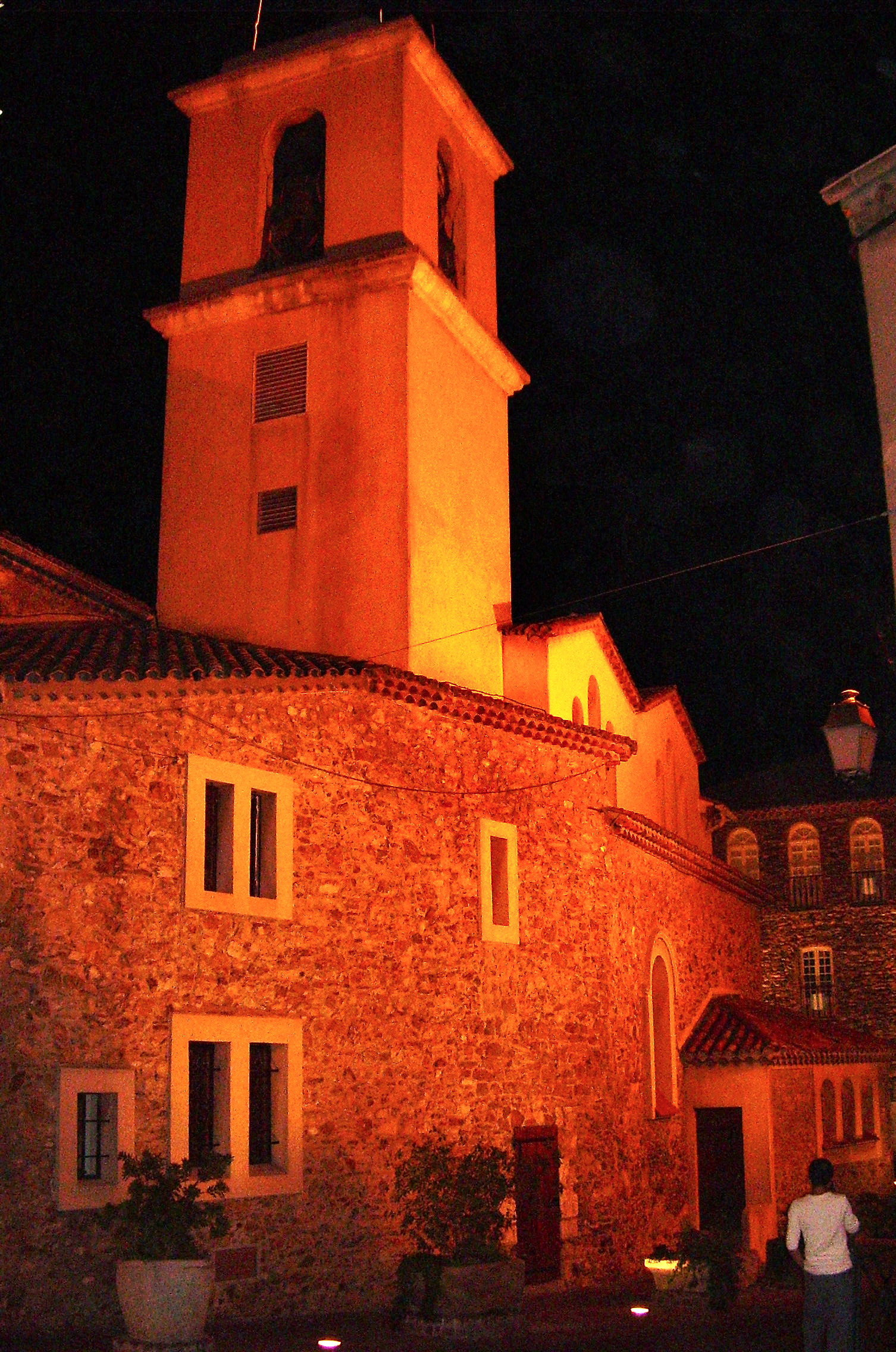
La chiesa di Sainte-Maxime

Sainte-Maxime è un comune francese di 13 721 abitanti situato nel dipartimento del Var della regione della Provenza-Alpi-Costa Azzurra.

## Geografia fisica
Sainte-Maxime si affaccia sul Golfo di Saint-Tropez, nella costa sud-orientale del Var. Ha alle spalle i Monti dei Maures che la proteggono dal maestrale. Nel litorale della cittadina sfocia anche un piccolo torrentello, il Prèconil, che attraversa tutto il territorio comunale.

## Storia
Sainte-Maxime venne fondata attorno all'anno 1000 dai monaci delle Isole di Lerino, i quali vi fondarono un monastero intitolato a Sainte-Maxime. Rimase fino all'800 un piccolo porto di pescatori, dove però erano attivi anche alcuni traffici navali per il commercio di olio, legname, vino e sughero verso Marsiglia e l'Italia. Agli albori del XX secolo il turismo arrivò anche in questo piccolo paesino provenzale che divenne la meta ideali di molti artisti. Nel 1944 Sainte-Maxime si trovò al centro di uno degli sbarchi alleati durante l'operazione Dragoon, che permise la liberazione di una vasta parte del sud della Francia dall'oppressione nazista. La liberazione di Sainte-Maxime fu alquanto difficoltosa poiché gli americani della Delta Force per avere la meglio sui tedeschi dovettero combattere casa per casa, con gravi conseguenze sui civili e sulle abitazioni.

## Economia

### Turismo
Un'importante voce dell'economia locale è rappresentata dal turismo. Sainte-Maxime offre infatti un discreto patrimonio artistico, raccolto per lo più attorno al centro storico, come la Tour Carrée, simbolo del paese, edificata dai monaci in funzione difensiva nel XVI secolo. Vi sono inoltre diversi campeggi, un lungomare, spiagge e diversi traghetti per Saint-Tropez e Port Grimaud.

## Società

### Evoluzione demografica
Abitanti censiti